# Eleanor de Beauchamp
Lady Eleanor de Beauchamp, baronesa de Ros y duquesa de Somerset (septiembre de 1408 - 6 de marzo de 1467) era la segunda hija de Richard de Beauchamp, XIII conde de Warwick y de su primera esposa Elizabeth de Berkeley, hija de Thomas de Berkeley, V barón Berkeley.

## Primer matrimonio
El 17 de diciembre de 1423, Eleanor se casó con Thomas de Ros, VIII barón de Ros. Tres de sus hijos llegaron a la edad adulta:
- Margaret de Ros (1425 - 10 de diciembre de 1488), casada en primeras nupcias con William de Botreaux, III barón Botreaux (m. 1462), y en segundo lugar con Thomas Burgh, I barón Burgh de Gainsborough.
- Thomas de Ros, IX barón de Ros (9 de septiembre de 1427 - 17 de mayo de 1464), casado con Philippa Tiptoft, hija de John Tiptoft, I barón Tiptoft, con quien tuvo un hijo y cuatro hijas.[5]
- Richard Ros (8 de marzo de 1429 - después de 1492).

## Segundo matrimonio
En algún momento entre 1431 y 1433, siendo viuda, Eleanor se desposó con Edmundo Beaufort, II duque de Somerset. Como carecían de licencia para el matrimonio, tuvieron que ser perdonados el 7 de marzo de 1438. Él era hijo de John Beaufort, I conde de Somerset y Lady Margarita Holland. Era, a su vez, nieto de Juan de Gante, duque de Lancaster, por parte de padre, y sobrino nieto de Ricardo II de Inglaterra por parte de madre. Los duques de Somerset fueron padres de:
- Eleanor Beaufort, condesa de Ormonde (entre 1431 y 1433 - 16 de agosto de 1501), casada en primeras nupcias con James Butler, V conde de Ormond, y en segundas nupcias con Sir Robert Spencer.[6]
- Joan Beaufort (1433 - 11 de agosto de 1518), casada con Robert St Lawrence, III barón Howth, y más tarde con Sir Richard Fry.[6][7]
- Anne Beaufort (1435 - 17 de septiembre de 1496),[6][8] casada con Sir William Paston (1436 - antes del 7 de septiembre de 1496),[9] un hijo menor de William Paston (1378 - 1444), Justicia de Súplicas Comunes.[10]
- Enrique Beaufort, III duque de Somerset (26 de enero de 1436 - 15 de mayo de 1464).[11]
- Margarita Beaufort, condesa de Stafford (1437 - 1474),[12][13] esposa de Humphrey, conde de Stafford, y más tarde de Sir Richard Darell.[11]
- Edmundo Beaufort, IV duque de Somerset (1439 - 4 de mayo de 1471).[11]
- John Beaufort, conde de Dorset (1441[14] - 4 de mayo de 1471).[11]
- Thomas Beaufort (1442 - 1517).[6]
- Elizabeth Beaufort (1443 - antes de 1475).[15] married Sir Henry FitzLewis.[6]
- Mary Beaufort (n. entre 1431 y 1455).[6]

## Tercer matrimonio
Se casó por tercera vez con Walter Rokesley. No se conoce descendencia de ese matrimonio.

## Muerte
Lady Eleanor de Beauchamp murió el 6 de marzo de 1467 a los 58 años en el castillo de Baynard, Londres, Inglaterra.